# Harald Andersson
Harald Andersson (Stanford, 2 aprile 1907 – Nynäshamn, 18 maggio 1985) è stato un discobolo svedese, medaglia d'oro nel lancio del disco agli europei del 1934 e primatista mondiale nello stesso anno.

## Biografia
Nato negli Stati Uniti d'America, dopo pochi anni si trasferì in Svezia dove lavorò come poliziotto a Falun.
Sportivo polivalente, ha praticato boxe, bandy, sollevamento pesi e atletica, nella specialità del lancio del disco dove ottenne notorietà internazionale.
Il 25 agosto 1934, in occasione di un incontro internazionale tra Svezia e Norvegia a Oslo, migliorò con 52,42 m il record mondiale dell'americano Paul Jessup.
Vinse la gara di lancio del disco agli europei del 1934 superando il francese Paul Winter e l'ungherese  István Donogán.
Ai Giochi olimpici del 1936 mancò la qualificazione alla finale.
Vinse 4 titoli nazionali tra il 1932 e il 1935 nel lancio del disco, inoltre ne migliorò per 10 volte il record nazionale tra il 1930 e il 1935.

## Progressione

### Lancio del disco
Andersson è stato presente per 8 stagioni nella top 25 mondiale del lancio del disco..
| Stagione | Misura  | Luogo        | Data       | Rank. Mond. |
| -------- | ------- | ------------ | ---------- | ----------- |
| 1938     | 48,41 m | Smedjebacken | 7-8-1938   | 23º         |
| 1937     | 49,03 m | Ludvika      | 23-5-1937  | 12º         |
| 1936     | 51,08 m | Smedjebacken | 4-10-1936  | 6º          |
| 1935     | 53,02 m | Örebro       | 13-10-1935 | 2º          |
| 1934     | 52,42 m | Oslo         | 25-8-1934  | 1º          |
| 1933     | 49,68 m | Sala         | 10-9-1933  | 4º          |
| 1932     | 48,02 m | Falun        | 4-9-1932   | 14º         |
| 1930     | 46,04 m | Ludvika      | 27-7-1930  | 16º         |

## Palmarès
| Anno | Manifestazione  | Sede    | Evento           | Risultato  | Prestazione | Note                  |
| ---- | --------------- | ------- | ---------------- | ---------- | ----------- | --------------------- |
| 1934 | Europei         | Torino  | Lancio del disco | Oro        | 50,38 m     | Record dei campionati |
| 1936 | Giochi olimpici | Berlino | Lancio del disco | Qualifiche | 38,50 m     |                       |

## Campionati nazionali
- 4 volte campione nazionale nel lancio del disco (1932, 1933, 1934, 1935)